# Cucullia formosa
Cucullia formosa är en fjärilsart som beskrevs av Rghfr. 1860. Cucullia formosa ingår i släktet Cucullia och familjen nattflyn. Inga underarter finns listade i Catalogue of Life.